# Ustilentyloma fluitans
Ustilentyloma fluitans är en svampart som först beskrevs av Liro, och fick sitt nu gällande namn av Vánky 1970. Ustilentyloma fluitans ingår i släktet Ustilentyloma och familjen Ustilentylomataceae.   Inga underarter finns listade i Catalogue of Life.